# Get Close
Get Close är det fjärde studioalbumet av den engelska rockgruppen The Pretenders, utgivet den 4 november 1986 på Sire Records. Albumet producerades av Bob Clearmountain och Jimmy Iovine. Det innehåller singlarna "Don't Get Me Wrong", "Hymn to Her", "My Baby" och "Room Full of Mirrors".

## Låtlista
Alla låtar skrivna av Chrissie Hynde, där inget annat anges.
1. "My Baby" – 4:07
2. "When I Change My Life" – 3:38
3. "Light of the Moon" (Carlos Alomar, Genevieve Gazon, Wayne Ragland) – 3:57
4. "Dance!" – 6:46
5. "Tradition of Love" – 5:27
6. "Don't Get Me Wrong" – 3:46
7. "I Remember You" – 2:38
8. "How Much Did You Get for Your Soul?" – 3:48
9. "Chill Factor" – 3:27
10. "Hymn to Her" (Meg Keene) – 4:58
11. "Room Full of Mirrors" (Jimi Hendrix) (Producerad av Steve Lillywhite) – 4:44

## Medverkande
- Blair Cunningham – trummor, (3, 4, 7-9) slagverk (4)
- T. M. Stevens – bas (3, 4, 6-9)
- Chrissie Hynde – kompgitarr, sång
- Robbie McIntosh – sologitarr, bakgrundssång